# 밸러리 플레임

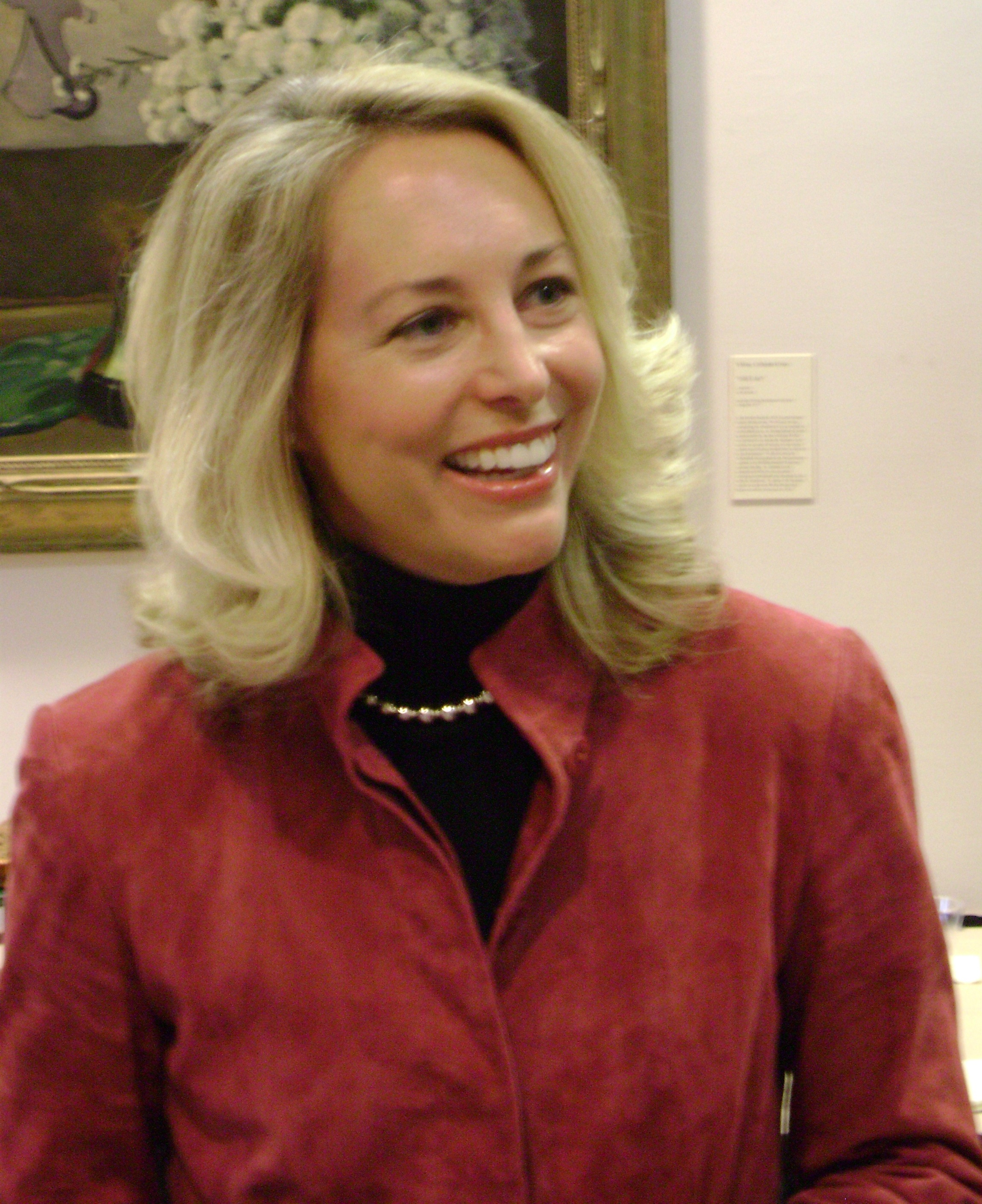
밸러리 플레임

밸러리 엘리스 플레임 윌슨(Valerie Elise Plame Wilson, 1963년 8월 13일 ~ )은 전직 CIA 요원이다. 1963년 알래스카주 앵커리지에서 태어났다. 펜실이니아 주립 대학교를 졸업한 후 CIA에 스카우트되어 버지니아의 연수원에서 훈련 등을 받는다. 남편 조지프 C. 윌슨은 워싱턴 D.C.에서 만나 1998년 4월 3일에 결혼했다. 남편 윌슨은 이라크 전쟁에서 부시 정권이 주장하는 대량 살상 무기의 존재에 비판적이었다. 하지만 그 때문에 그에 보복을 시도한 미국 정부에 의해, 2003년 7월 14일 그녀가 CIA 요원이라는 신분이 누설되었다.

## 같이 보기
- 플레임 사건